# 인민공화국 선포의 노래
《인민공화국 선포의 노래》(人民共和國 宣布의 노래)는 조선민주주의인민공화국의 노래이다. 김우철이 작사하고 박한규가 작곡했다. 1948년 조선민주주의인민공화국의 수립과 함께 공개되었다.